# Astromesites
Genre
Astromesites  est un genre d'étoiles de mer de la famille des Astropectinidae.
Toutes les espèces de ce genre vivent dans l'océan Pacifique ouest.

## Taxinomie
Selon World Register of Marine Species (26 janvier 2015) :
- Astromesites compactus Fisher, 1913
- Astromesites primigenius (Mortensen, 1925)
- Astromesites regis H.E.S Clark & D.G. McKnight, 2000